# 浸水營石櫟
，为殼斗科石櫟屬下的一个种,为台灣特有植物。分布在台湾海拔300米至1,000米的地区，多生于常绿阔叶林中，目前尚未由人工引种栽培。

## 扩展阅读
- 維基物種上的相關：浸水營石櫟